# Don't Worry Darling
Don't Worry Darling (bra: Não Se Preocupe, Querida) é um filme americano de suspense psicológico de 2022 dirigido por Olivia Wilde, que produziu com Roy Lee e Katie Silberman. Wilde escreveu o roteiro ao lado de Carey e Shane Van Dyke e Silberman.
O filme é centrado em uma dona de casa na década de 1950 e inclui um elenco como: Florence Pugh no papel principal ao lado de Harry Styles, Chris Pine, Gemma Chan e KiKi Layne com Wilde também estrelando.
Don't Worry Darling está programado para ser lançado a 23 de Setembro de 2022 pela Warner Bros. Pictures.

## Premissa
Uma dona de casa infeliz dos anos 1950 descobre uma verdade perturbadora.

## Elenco
- Florence Pugh como Alice Chambers
- Harry Styles como Jack Chambers
- Olivia Wilde como Bunny
- Gemma Chan como Shelley
- KiKi Layne como Margaret
- Nick Kroll como Bill
- Chris Pine como Frank
- Sydney Chandler como Violet
- Kate Berlant como Peg
- Asif Ali como Peter
- Douglas Smith como John
- Timothy Simons como Dr. Collins
- Ari'el Stachel como Kevin
- Dita Von Teese como Gigi
- Sagar Sujata como James
- Marcello Julian Reyes como Fred
- Mariah Justice como Barbara

## Produção

### Desenvolvimento e escrita do roteiro
Foi anunciado em agosto de 2019 que uma guerra de lances entre 18 estúdios estava ocorrendo para adquirir o próximo projeto dirigido por Olivia Wilde. Foi ganho pela New Line Cinema no mesmo mês. O roteiro especulativo original do filme foi escrito pelos irmãos Carey e Shane Van Dyke; o roteiro apareceu na The Black List de 2019, pesquisa anual que seleciona os melhores roteiros de filmes ainda não produzidos. Mais tarde, Katie Silberman foi contratada para fazer uma reescrita que se tornou o roteiro definitivo do filme.

### Escolha do elenco
Em abril de 2020, Florence Pugh, Shia LaBeouf e Chris Pine foram adicionados ao elenco do filme, com Dakota Johnson se juntando ao próximo mês. Olivia Wilde foi originalmente escolhida para interpretar o papel de Pugh e vice-versa, mas elas trocaram de papéis quando Wilde decidiu que queria um casal mais jovem no centro do filme. Em setembro de 2020, Harry Styles se juntou ao elenco do filme, substituindo LaBeouf.
Em outubro de 2020, Gemma Chan e Kiki Layne se juntaram ao elenco do filme, com Layne substituindo Johnson, que também teve que desistir devido a um conflito de agendamento com o filme The Lost Daughter. Naquele mesmo mês, Sydney Chandler, Nick Kroll, Douglas Smith, Kate Berlant, Asif Ali, Timothy Simons e Ari’el Stachel se juntaram ao elenco do filme.

### Filmagens
As gravações começaram em 20 de outubro de 2020. Em 4 de novembro, as gravações foram temporariamente interrompidas depois que um caso de COVID-19 positivo foi detectado em um dos membros da produção. As filmagens foram concluídas em 13 de fevereiro de 2021. A trilha sonora original do filme foi composta por John Powell.

### Conflitos noset
Em 2021, foi relatado que LaBeouf havia sido demitido por Wilde por mau comportamento e brigas com o elenco e a equipe. Comentando sobre o assunto, Wilde disse:

Como uma admiradora do seu trabalho, o processo [de LaBeouf] não foi condizente com o ethos que eu mantenho nas minhas produções. Ele tem um estilo que, de certa forma, parece exigir uma energia combativa e eu, pessoalmente, não acredito que isso leve às melhores performances. Acredito que criar um ambiente seguro e confiável é a melhor maneira de fazer com que as pessoas façam o melhor trabalho possível. Por último, minha responsabilidade é proteger a produção e o elenco. Esse era o meu trabalho.
No entanto, LaBeouf refutou essas declarações em agosto de 2022, afirmando que desistiu do filme apesar dos esforços de Wilde para mantê-lo no elenco. Ele forneceu à Variety evidências para apoiar suas alegações, incluindo uma gravação de vídeo de Wilde endereçada a ele, na qual ela afirma:
Sinto que ainda não estou pronta para desistir [do filme], e também estou com o coração partido [...]. Sabe, acho que isso pode ser uma espécie de alerta para a Senhorita Flo [Florence Pugh]. Quero saber se você está disposto a dar uma chance [ao filme] comigo, conosco.
Wilde e Pugh supostamente entraram em confronto no set, levando a tensões durante a produção e promoção do filme. Isso incluiu Pugh limitando a quantidade de promoção que ela faria para o filme, embora conflitos de agendamento com as filmagens de Dune: Part Two também tenham sido citados como um fator contribuinte.

## Marketing
Na CinemaCon de 2022, Wilde confirmou que a ideia central do filme foi inspirada em Inception, Matrix e The Truman Show. O trailer do filme, que também foi exibido na CinemaCon, foi lançado online em 2 de maio de 2022. Um pôster provisório foi divulgado em 16 de junho de 2022, e um segundo trailer foi lançado em 21 de julho.
David Christopherson, do MovieWeb, chamou o pôster de "perturbador" e, escrevendo sobre o trailer, Valerie Ettenhofer do /Film disse que Don't Worry Darling parece um "filme de terror completo", observando o mistério em torno de seu enredo e as conotações de The Stepford Wives (1975). O pôster oficial do filme foi lançado em 11 de agosto de 2022.

## Lançamento
Don't Worry Darling estreou no Festival Internacional de Cinema de Veneza em 5 de setembro de 2022, e também será exibido na 48.ª edição do Festival de Cinema Americano de Deauville e na 70.ª edição do Festival Internacional de Cinema de San Sebastián. O filme está previsto para ser lançado nos cinemas dos Estados Unidos em 23 de setembro de 2022. Don't Worry Darling é elegível para se tornar disponível na HBO Max e/ou vídeo sob demanda 45 dias após seu lançamento nos cinemas, sob um plano anunciado pela WarnerMedia em 2021, embora anúncios subsequentes da nova empresa-mãe Warner Bros. Discovery sugiram que o tempo de transmissão será considerado "caso a caso" daqui para frente.

## Recepção

### Bilheteria
Nos Estados Unidos e no Canadá, o filme está projetado para arrecadar cerca de US$ 17 a 20 milhões em seu fim de semana de estreia.

### Crítica
No agregador de críticas Rotten Tomatoes Don't Worry Darling possui uma aprovação de 38% baseada em 56 resenhas, com uma nota média de 5,4/10. No Metacritic, que usa média ponderada, o filme tem uma pontuação de 48/100 baseada em 25 resenhas, indicando "críticas mistas ou médias".
Após a estreia do filme no Festival de Veneza Kate Erbland, do IndieWire, elogiou a cenografia e as atuações do elenco, especialmente a de Pugh. Erbland também disse ter encontrado "grandes falhas" no roteiro, argumentando que os pontos positivos do filme "não conseguem superar o conceito central podre [do filme]". Em uma análise mista para o The A.V. Club, Tomris Laffly elogiou o desempenho de Pugh, mas criticou a direção e achou a abordagem de certos temas e ideias pesada, escrevendo que "talvez o principal defeito de Don't Worry Darling não seja nem a previsibilidade, mas uma falta discernível de novas ideias próprias". Peter Bradshaw, do The Guardian, disse que Don't Worry Darling é "um filme abandonado em um deserto de falta de originalidade", criticando o roteiro e a direção.
No Brasil, Isabella Rocha, do NERD SITE, avaliou o filme como "um suspense sufocante, que entrega enigmas e confusões ao telespectador. Apesar de alguns pontos não terem resposta, o filme envolve e entretém, se adequando bem a proposta de thriller psicológico". Raphael Christensen, do portal Igor Miranda, indicou que o longa-metragem "provoca uma autossabotagem ao não saber quando parar. No momento mais importante, de concluir todo aquele mistério, há uma falha grave no roteiro e na direção, por mais incrível que seja a solução de tudo aquilo". Hiccaro Rodrigues, do Estação Nerd, elogiou a produção, dizendo que "é um filme com um visual estonteante e que possui uma trama instigante, que tropeça aqui e ali na sua narrativa, mas que mesmo assim deve agradar aos fãs do gênero".